# Mieczkówka
Mieczkówka (Duits: Mitschkowken, 1938-1945: Herbsthausen (B)) is een plaats in het Poolse woiwodschap Ermland-Mazurië, in het district Gołdapski. De plaats maakt deel uit van de landgemeente Banie Mazurskie.